# Jariwka (Dnister)
Jariwka (ukrainisch Ярівка; russisch Яровка Jarowka, rumänisch Nekleuzy, Hâjdău, Hajdeu de Sus, Ghijdeva) ist ein Dorf in der ukrainischen Oblast Tscherniwzi mit etwa 1200 Einwohnern (2001).
Am 9. Juli 2018 wurde das Dorf ein Teil neu gegründeten Stadtgemeinde Chotyn im Rajon Chotyn, bis dahin bildete es die Landratsgemeinde Jariwka (Ярівська сільська рада/Jariwska silska rada) im Süden des Rajons.
Seit dem 17. Juli 2020 ist der Ort ein Teil des Rajons Dnister.
Die Ortschaft liegt auf einer Höhe von 208 m, 19 km südlich vom Rajonzentrum Chotyn und 55 km östlich vom Oblastzentrum Czernowitz. Östlich vom Dorf verläuft die Territorialstraße T–26–10.

## Geschichte
Das im nördlichen Bessarabien gelegene Dorf wurde erstmals 1619 unter dem Namen Nekleuzy (Неклеуци) schriftlich erwähnt und war im 17. Jahrhundert für die Herstellung von Schilden bekannt. Bedingt durch eine Seuche starb die Dorfbevölkerung nahezu aus. Die verbliebenen Einwohner errichteten an etwas höherer Stelle das Dorf neu und benannten es zu Ehren des moldauischen Schriftstellers Ifrim Hâjdău in Hâjdău (mit verschiedenen Schreibweisen) um. Das Dorf erhielt 1940 den ukrainischen Namen Heschdew (Геждев) und trägt seit dem 7. September 1946 den aktuellen Namen. Bis 1964 lag es im Rajon Nowoselyzja.

## Söhne und Töchter der Ortschaft
- Petro Bolbotschan (1883–1919), ukrainischer Militärführer